# The Sheriff of Willow Creek
The Sheriff of Willow Creek è un cortometraggio muto del 1915 diretto da Frank Cooley. Prodotto dalla American Film Manufacturing Company, aveva come interpreti Forrest Taylor, Ann Little, Louise Lester, Jack Richardson.

## Trama
A Santa Rita, lo sceriffo Watson è innamorato di Madge, un'orfana che vive con sua zia Jane, ma lui non si è mai dichiarato. Anche Bill Gleason, il vice di Watson, ha una simpatia per la ragazza, ma lei lo respinge. Quando in paese arriva Jack, il fratello minore dello sceriffo, lui e Madge si innamorano. Ralph, lo sceriffo, pensa di fare qualcosa per dividerli, ma poi ci rinuncia, sacrificandosi perché ha promesso alla madre sul letto di morte che si sarebbe preso lui cura di Jack.

Dopo il matrimonio tra Madge e Jack, il vice scopre che uno sceriffo del Nevada offre una ricompensa per un ricercato che assomiglia in tutto a Jack. Mentre Ralph non prende sul serio le osservazioni di Gleason, quest'ultimo informa lo sceriffo del Nevada che il suo uomo si trova lì. Arrestato, Jack confessa il suo reato e viene portato via per scontare la sua pena.

Quando Gleason le dice cosa è successo, Madge si rifiuta di crederci. Ralph minaccia il suo vice se dirà ancora qualcosa mentre racconta a Madge che Jack è stato chiamato via per importanti affari minerari, versione suffragata anche da Jack che scrive alla moglie una lettera dello stesso tenore.

Passa qualche tempo. Gleason fa delle avances a Madge, ma Ralph lo licenzia. Meditando vendetta, quando Jack viene rilasciato, Gleason lo affronta: i due si battono e Jack riesce a catturare l'ex sceriffo, facendolo finire in prigione. Madge, al ritorno del marito, crede sempre che sia reduce dalla sua spedizione mineraria e la loro è una riunione gioiosa.

## Produzione
Il film fu prodotto dalla American Film Manufacturing Company.

## Distribuzione
Distribuito dalla Mutual, il film - un cortometraggio in due bobine - uscì nelle sale statunitensi il 22 ottobre 1915.